# Facheiroa phaeacantha
Facheiroa phaeacantha es una especie de planta suculenta perteneciente al género Facheiroa, dentro de la familia Cactaceae. Es endémica del nordeste y sudeste de Brasil (concretamente de los estados de Bahia y Minas Gerais).  

## Descripción
Facheiroa phaeacantha es una especie de cactus de crecimiento arbustivo, ramificado desde la base, con tallos más o menos erguidos, aunque a veces pueden ser inclinados y trepadores. Son de color verde, cilíndricos y pueden alcanzar alturas de hasta 4 m de largo y de 4 a 9 cm de diámetro. 
Presentan de 8 a 13 costillas bajas y estrechas, sobre las que se sitúan las areolas, las cuales están cubiertas de lana blanquecina. Tienen de 1 a 3 espinas centrales de color marrón amarillento que miden hasta 3 cm de largo y de 10 a 12 espinas radiales amarillentas de 1 a 1,5 cm de largo. 
Las flores son de color blanquecino a verdoso y miden hasta 6,5 cm de largo, con un diámetro de 6 cm. Su tubo floral está ligeramente curvado hacia arriba. Los frutos son pequeños, ligeramente abultados y alcanzan hasta 1,5 cm de diámetro.

## Distribución y hábitat
El área de distribución nativa de esta especie es el nordeste y sudeste de Brasil (concretamente de los estados de Bahía y Minas Gerais) y crece principalmente en el bioma tropical estacionalmente seco. 

## Taxonomía
La primera descripción de esta especie fue como Cereus phaeacanthus, publicada en 1908 por el botánico alemán Max Gurke en la revista científica científica Monatsschrift für akteenkunde 18: 57.
Más tarde, el botánico británico Nigel Paul Taylor trasladó la especie al género Facheiroa, por lo que pasó a llamarse Facheiroa phaeacantha. Registró estos cambios en la revista científica Annals of Botany. Oxford 132: 1003, publicada en 2023.
Etimología
- Facheiroa: nombre genérico que deriva de la palabra portuguesa facheiro, que es el nombre común que se utiliza en Brasil para nombrar algunos cactus de este género.[4]
- phaeacantha: epíteto específico que deriva de las palabras griegas phaios (que significa 'oscuro', 'gris') y akantha (que significa 'espina'), haciendo referencia al color gris de las espinas de la especie.[5]

## Estado de conservación
En la Lista Roja de Especies Amenazadas de la UICN, la especie está clasificada como "En Peligro (EN)".

## Usos
Se cultiva principalmente como planta ornamental y su propagación se realiza normalmente a través de esquejes o semillas.

## Galería

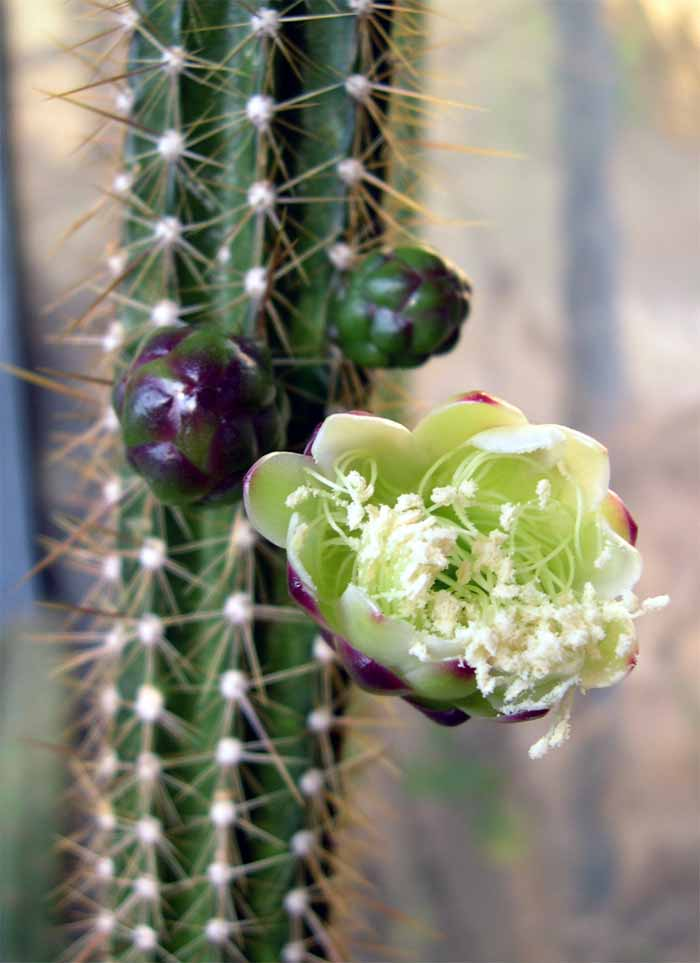
Detalle de la flor
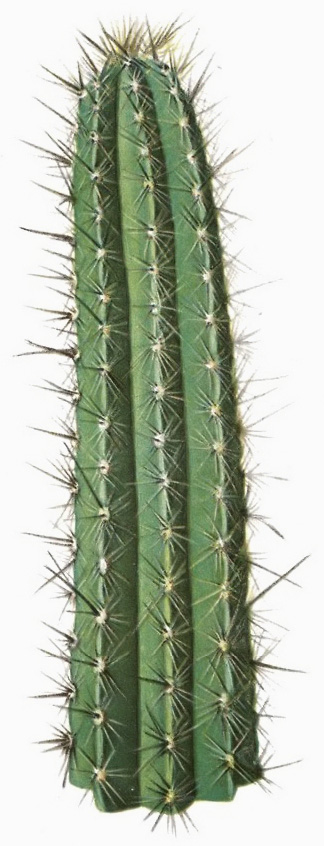
Ilustración de referencia
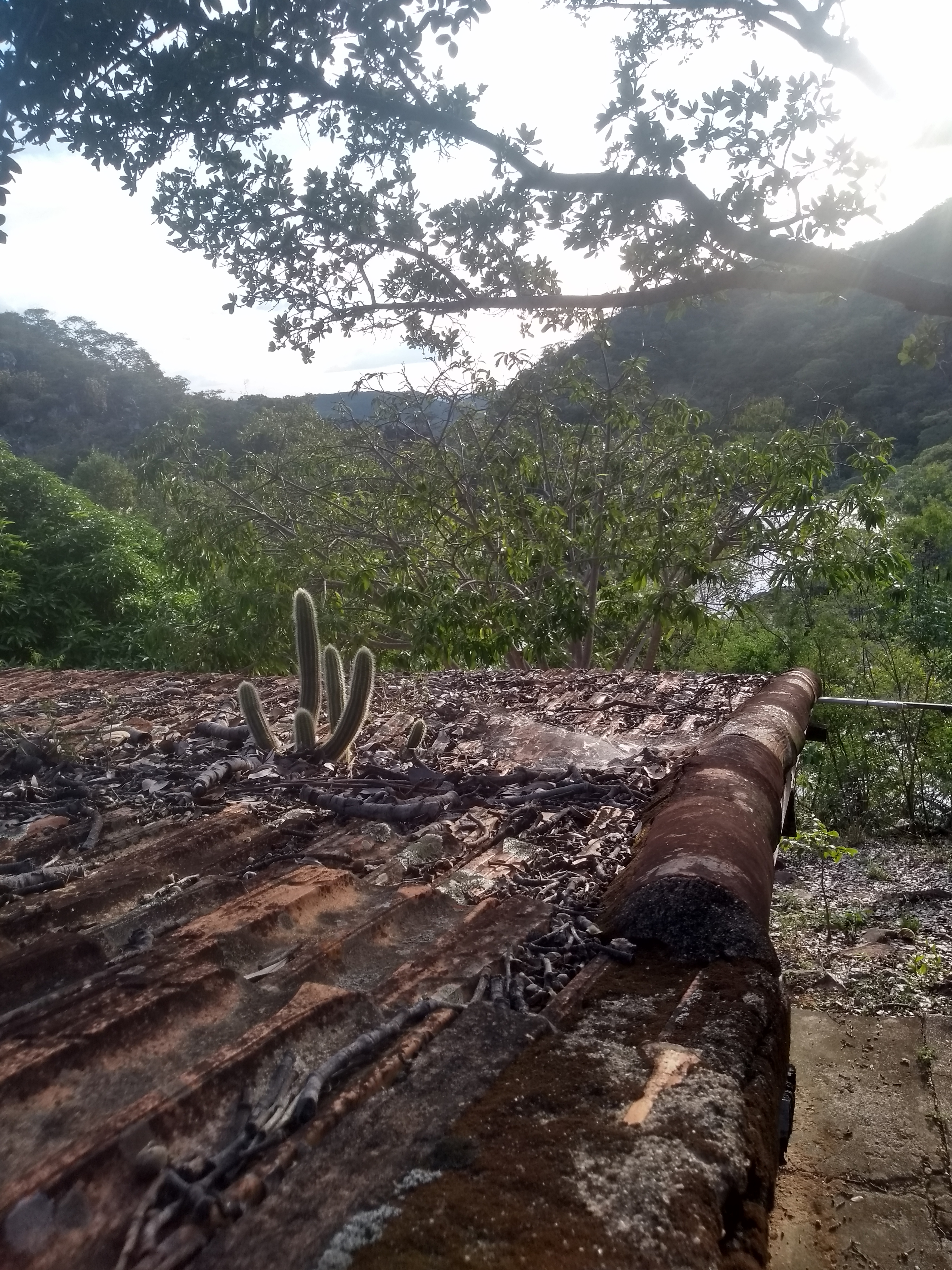
Planta en su hábitat
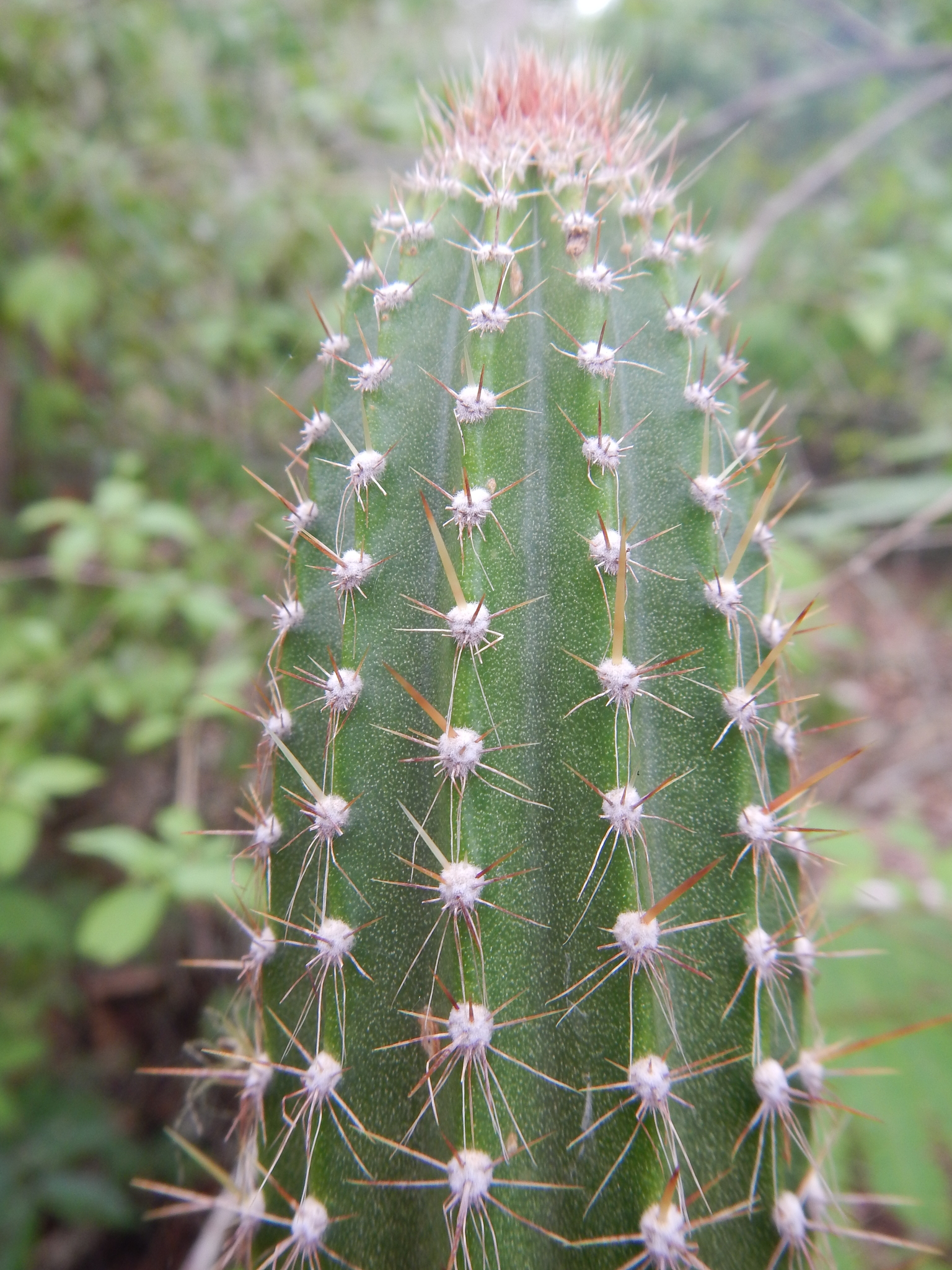
Detalle de las espinas
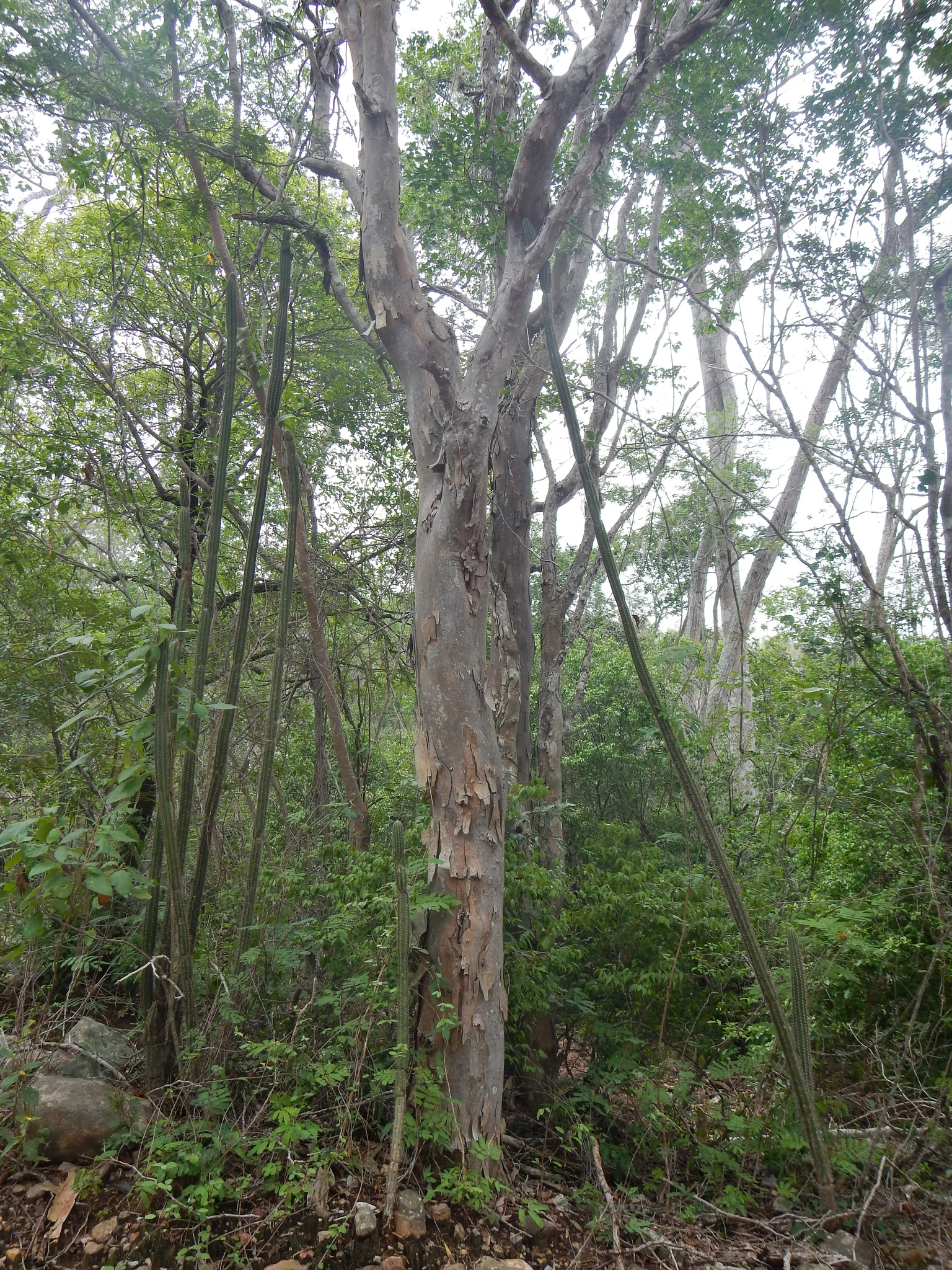
Porte de la planta